# Мьянма на летних Олимпийских играх 1992
Мьянма принимала участие в Летних Олимпийских играх 1992 года в Барселоне (Испания) в одиннадцатый раз за свою историю, но не завоевала ни одной медали. Сборную страны представляли 3 женщины.